# 니시 마사하루
니시 마사하루(일본어: 西 政治, 1977년 5월 29일 ~ )는 일본의 전 축구 선수이다.

## 구단 경력
과거 아비스파 후쿠오카, 방포레 고후에서 활동하였다.

## 국가대표팀 경력
그는 1997년 FIFA 세계 청소년 축구 선수권 대회에 참가할 일본 U-20 국가대표팀에 발탁되었으며, 1경기에 출전했다.